# Rhyacophila sicorensis
Rhyacophila sicorensis är en nattsländeart som beskrevs av Navás 1917. Rhyacophila sicorensis ingår i släktet Rhyacophila och familjen rovnattsländor. Inga underarter finns listade i Catalogue of Life.